# Llista de monuments d'Avinyonet de Puigventós
Llista de monuments d'Avinyonet de Puigventós inclosos en l'Inventari del Patrimoni Arquitectònic Català per al municipi d'Avinyonet de Puigventós (Alt Empordà). Inclou els inscrits en el Registre de Béns Culturals d'Interès Nacional (BCIN) amb la classificació de monuments històrics i els Béns Culturals d'Interès Local (BCIL) de caràcter arquitectònic.
| Monument                                             | Protecció   | Estil/època                         | Localització                                                                                      | Coordenades                                              | Codi?         | Imatge |
| ---------------------------------------------------- | ----------- | ----------------------------------- | ------------------------------------------------------------------------------------------------- | -------------------------------------------------------- | ------------- | --- |
| Castell d'Avinyonet, Comanda Hospitalera             | BCIN 495-MH | Romànic XII                         | Avinyonet de Puigventós Pl. de l'Església                                                         | 42° 14′ 58″ N, 2° 54′ 52″ E / 42.249438°N,2.914542°E     | RI-51-0003236 | Castell d'Avinyonet (Avinyonet de Puigventós) · Vegeu més fotos d'aquest monument · Carregueu una nova foto d'aquest monument                                |
| Ermita de Santa Eugènia d'Avinyonet de Puigventós    | BCIL 1998   | Romànic XI, XVII, XIX               | Avinyonet de Puigventós Veïnat de Sta. Eugènia                                                    | 42° 14′ 24″ N, 2° 55′ 02″ E / 42.239965°N,2.917214°E     | IPA-16772     | Ermita de Santa Eugènia d'Avinyonet de Puigventós · Vegeu més fotos d'aquest monument · Carregueu una nova foto d'aquest monument                            |
| Nucli d'Avinyonet de Puigventós                      |             | Obra popular Medieval, XVI          | Avinyonet de Puigventós                                                                           | 42° 14′ 59″ N, 2° 54′ 53″ E / 42.249701°N,2.914820°E     | IPA-17878     | Nucli d'Avinyonet de Puigventós · Vegeu més fotos d'aquest monument · Carregueu una nova foto d'aquest monument                                              |
| Església parroquial de Sant Esteve                   |             | Romànic, barroc XII, XV, XVIII      | Avinyonet de Puigventós Pl. de l'Església                                                         | 42° 14′ 58″ N, 2° 54′ 54″ E / 42.249570°N,2.914923°E     | IPA-17879     | Església parroquial de Sant Esteve (Avinyonet de Puigventós) · Vegeu més fotos d'aquest monument · Carregueu una nova foto d'aquest monument                 |
| Casal al carrer Corriol                              |             | Gòtic tardà, obra popular XVI       | Avinyonet de Puigventós C. del Corriol, 6                                                         | 42° 14′ 59″ N, 2° 54′ 53″ E / 42.249680°N,2.914738°E     | IPA-17880     | Casal al carrer Corriol (Avinyonet de Puigventós) · Vegeu més fotos d'aquest monument · Carregueu una nova foto d'aquest monument                            |
| Mas Bosc                                             |             | Obra popular XVI, XIX               | Avinyonet de Puigventós Veïnat de les Tres Cases                                                  | 42° 15′ 32″ N, 2° 55′ 39″ E / 42.258984°N,2.927419°E     | IPA-17882     | Mas Bosc (Avinyonet de Puigventós) · Vegeu més fotos d'aquest monument · Carregueu una nova foto d'aquest monument                                           |
| Mas Serra                                            |             | Gòtic-renaixement, obra popular XVI | Avinyonet de Puigventós Veïnat de les Tres Cases                                                  | 42° 15′ 29″ N, 2° 55′ 41″ E / 42.258011°N,2.927942°E     | IPA-17883     | Mas Serra (Avinyonet de Puigventós) · Vegeu més fotos d'aquest monument · Carregueu una nova foto d'aquest monument                                          |
| Base de creu de terme                                |             | Obra popular XVI                    | Avinyonet de Puigventós Antic camí d'Avinyonet de Puigventós a Figueres, veïnat de les Tres Cases | 42° 15′ 37″ N, 2° 55′ 31″ E / 42.260203°N,2.925393°E     | IPA-30608     | Base de creu de terme (Avinyonet de Puigventós) · Vegeu més fotos d'aquest monument · Carregueu una nova foto d'aquest monument                              |
| Can Comellas                                         |             | Obra popular XIX                    | Avinyonet de Puigventós C. Vilafant, 3                                                            | 42° 15′ 00″ N, 2° 54′ 57″ E / 42.249911°N,2.915913°E     | IPA-38328     | Can Comellas (Avinyonet de Puigventós) · Vegeu més fotos d'aquest monument · Carregueu una nova foto d'aquest monument                                       |
| Casa de la Volta                                     |             | Obra popular XX Inici               | Avinyonet de Puigventós C. Llers, 22                                                              | 42° 15′ 07″ N, 2° 54′ 44″ E / 42.251935°N,2.912331°E     | IPA-38329     | Casa de la Volta (Avinyonet de Puigventós) · Vegeu més fotos d'aquest monument · Carregueu una nova foto d'aquest monument                                   |
| El Castellot                                         |             | Obra popular XII                    | Avinyonet de Puigventós A l'entrada d'Avinyonet entre els rius Manol i Rissec                     | 42° 14′ 52″ N, 2° 54′ 56″ E / 42.247777°N,2.915543°E     | IPA-38330     | El Castellot (Avinyonet de Puigventós) · Vegeu més fotos d'aquest monument · Carregueu una nova foto d'aquest monument                                       |
| Antiga església de Sant Joan, antic ajuntament       |             | Obra popular XVI                    | Avinyonet de Puigventós Pl. de l'Església                                                         | 42° 14′ 58″ N, 2° 54′ 53″ E / 42.249375°N,2.914801°E     | IPA-38331     | Antiga església de Sant Joan (Avinyonet de Puigventós) · Vegeu més fotos d'aquest monument · Carregueu una nova foto d'aquest monument                       |
| Can Falguerona                                       |             | Obra popular XVI                    | Avinyonet de Puigventós Ctra. de Llers                                                            | 42° 15′ 37″ N, 2° 54′ 20″ E / 42.260238°N,2.905657°E     | IPA-38332     | Can Falguerona (Avinyonet de Puigventós) · Vegeu més fotos d'aquest monument · Carregueu una nova foto d'aquest monument                                     |
| Mas la Torre, o la Torre d'Avinyonet                 |             | Gòtic-Renaixement, obra popular XVI | Avinyonet de Puigventós Davant de la urbanització Mas Pau, a la N-260                             | 42° 14′ 38″ N, 2° 54′ 30″ E / 42.243840°N,2.908275°E     | IPA-38333     | Mas la Torre (Avinyonet de Puigventós) · Vegeu més fotos d'aquest monument · Carregueu una nova foto d'aquest monument                                       |
| Mas Margall                                          |             | Obra popular XVIII                  | Avinyonet de Puigventós C. de Mas Margall                                                         | 42° 14′ 58″ N, 2° 54′ 36″ E / 42.249520°N,2.909952°E     | IPA-38334     | Mas Margall (Avinyonet de Puigventós) · Vegeu més fotos d'aquest monument · Carregueu una nova foto d'aquest monument                                        |
| El Mas Petit                                         |             | Obra popular XVII                   | Avinyonet de Puigventós Darrera el Mas la Torre                                                   | 42° 14′ 44″ N, 2° 54′ 37″ E / 42.245674°N,2.910230°E     | IPA-38335     | El Mas Petit (Avinyonet de Puigventós) · Vegeu més fotos d'aquest monument · Carregueu una nova foto d'aquest monument                                       |
| Mas Rissec                                           |             | Obra popular XVII                   | Avinyonet de Puigventós Ctra. GIP-5101 d'Avinyonet a Vilanant                                     | 42° 15′ 38″ N, 2° 54′ 09″ E / 42.260515°N,2.902607°E     | IPA-38336     | Mas Rissec (Avinyonet de Puigventós) · Vegeu més fotos d'aquest monument · Carregueu una nova foto d'aquest monument                                         |
| Mas Sagols                                           |             | Obra popular XIX                    | Avinyonet de Puigventós Al costat de la urbanització Mas Pau, darrera el Restaurant Mas Pau       | 42° 14′ 26″ N, 2° 54′ 41″ E / 42.240487°N,2.911341°E     | IPA-38337     | Mas Sagols (Avinyonet de Puigventós) · Vegeu més fotos d'aquest monument · Carregueu una nova foto d'aquest monument                                         |
| Mas Vilar                                            |             | Obra popular XVIII                  | Avinyonet de Puigventós Veïnat de Sta. Eugènia                                                    | 42° 14′ 19″ N, 2° 55′ 09″ E / 42.238588°N,2.919124°E     | IPA-38338     | Mas Vilar (Avinyonet de Puigventós) · Vegeu més fotos d'aquest monument · Carregueu una nova foto d'aquest monument                                          |
| Barraca de pedra seca al pla de Vinyers - 2          | BCIL 2014   | Obra popular XIX-XX                 | Avinyonet de Puigventós Pla de Vinyers                                                            | 42° 16′ 44″ N, 2° 53′ 56″ E / 42.27882914°N,2.89897532°E | IPA-43686     | Barraca de pedra seca al pla de Vinyers - 2 (Avinyonet de Puigventós) · Vegeu més fotos d'aquest monument · Carregueu una nova foto d'aquest monument        |
| Barraca de pedra seca al pla de Vinyers - 9          | BCIL 2014   | Obra popular XIX-XX                 | Avinyonet de Puigventós Pla de Vinyers                                                            |                                                          | IPA-43687     | Carregueu una nova foto d'aquest monument |
| Barraca de pedra seca a Comaforcada - 18             | BCIL 2014   | Obra popular XIX-XX                 | Avinyonet de Puigventós Comaforcada                                                               |                                                          | IPA-43688     | Carregueu una nova foto d'aquest monument |
| Barraca de pedra seca a la Devesa d'en Comellas - 30 | BCIL 2014   | Obra popular XIX-XX                 | Avinyonet de Puigventós Devesa d'en Comellas                                                      |                                                          | IPA-43689     | Carregueu una nova foto d'aquest monument |
| Barraca de pedra seca a la Devesa d'en Comellas - 31 | BCIL 2014   | Obra popular XIX-XX                 | Avinyonet de Puigventós Devesa d'en Comellas                                                      |                                                          | IPA-43690     | Carregueu una nova foto d'aquest monument |
| Barraca de pedra seca a la Devesa d'en Comellas - 44 | BCIL 2014   | Obra popular XIX-XX                 | Avinyonet de Puigventós Devesa d'en Comellas                                                      |                                                          | IPA-43691     | Carregueu una nova foto d'aquest monument |
| Barraca de pedra seca al còrrec de les Costes - 66   | BCIL 2014   | Obra popular XIX-XX                 | Avinyonet de Puigventós Còrrec de les Costes                                                      | 42° 15′ 43″ N, 2° 55′ 08″ E / 42.26191322°N,2.91888662°E | IPA-43692     | Barraca de pedra seca al còrrec de les Costes - 66 (Avinyonet de Puigventós) · Vegeu més fotos d'aquest monument · Carregueu una nova foto d'aquest monument |
| Barraca de pedra seca a la Garrigueta - 68           | BCIL 2014   | Obra popular XIX-XX                 | Avinyonet de Puigventós La Garrigueta                                                             |                                                          | IPA-43693     | Carregueu una nova foto d'aquest monument |
| Barraca de pedra seca a la Garrigueta - 72           | BCIL 2014   | Obra popular XIX-XX                 | Avinyonet de Puigventós La Garrigueta                                                             |                                                          | IPA-43694     | Carregueu una nova foto d'aquest monument |
| Barraca de pedra seca a la Garrigueta - 77           | BCIL 2014   | Obra popular XIX                    | Avinyonet de Puigventós La Garrigueta                                                             |                                                          | IPA-43695     | Carregueu una nova foto d'aquest monument |
| Barraca de pedra seca a la Garrigueta - 79           | BCIL 2014   | Obra popular XIX                    | Avinyonet de Puigventós La Garrigueta                                                             |                                                          | IPA-43696     | Carregueu una nova foto d'aquest monument |
| Barraca de pedra seca a la Garrigueta - 73           | BCIL 2014   | Obra popular XIX-XX                 | Avinyonet de Puigventós La Garrigueta                                                             | 42° 15′ 32″ N, 2° 55′ 15″ E / 42.25876247°N,2.92095173°E | IPA-43697     | Barraca de pedra seca a la Garrigueta - 73 (Avinyonet de Puigventós) · Vegeu més fotos d'aquest monument · Carregueu una nova foto d'aquest monument         |
| Barraca de pedra seca al còrrec de les Costes - 115  | BCIL 2014   | Obra popular XIX-XX                 | Avinyonet de Puigventós Còrrec de les Costes                                                      |                                                          | IPA-43698     | Carregueu una nova foto d'aquest monument |
| Barraca de pedra seca al còrrec de les Costes - 110  | BCIL 2014   | Obra popular XIX-XX                 | Avinyonet de Puigventós Còrrec de les Costes                                                      |                                                          | IPA-43699     | Carregueu una nova foto d'aquest monument |
| Barraca de pedra seca al còrrec de les Costes - 118  | BCIL 2014   | Obra popular XIX-XX                 | Avinyonet de Puigventós Còrrec de les Costes                                                      |                                                          | IPA-43700     | Carregueu una nova foto d'aquest monument |
| Barraca de pedra seca al còrrec de les Costes - 119  | BCIL 2014   | Obra popular XIX-XX                 | Avinyonet de Puigventós Còrrec de les Costes                                                      |                                                          | IPA-43701     | Carregueu una nova foto d'aquest monument |
| Barraca de pedra seca al còrrec de les Costes - 150  | BCIL 2014   | Obra popular XIX-XX                 | Avinyonet de Puigventós Còrrec de les Costes                                                      |                                                          | IPA-43703     | Carregueu una nova foto d'aquest monument |
| Barraca de pedra seca a Puigventós - 160             | BCIL 2014   | Obra popular XIX-XX                 | Avinyonet de Puigventós Puigventós                                                                |                                                          | IPA-43704     | Carregueu una nova foto d'aquest monument |
| Barraca de pedra seca a Puigventós - 164             | BCIL 2014   | Obra popular XIX-XX                 | Avinyonet de Puigventós Puigventós                                                                |                                                          | IPA-43705     | Carregueu una nova foto d'aquest monument |
| Barraca de pedra seca a Puigventós - 170             | BCIL 2014   | Obra popular XIX                    | Avinyonet de Puigventós Puigventós                                                                |                                                          | IPA-43706     | Carregueu una nova foto d'aquest monument |
| Barraca de pedra seca a Puigventós - 176             | BCIL 2014   | Obra popular XIX-XX                 | Avinyonet de Puigventós Puigventós                                                                |                                                          | IPA-43707     | Carregueu una nova foto d'aquest monument |
| Barraca de pedra seca a Puigventós - 178             | BCIL 2014   | Obra popular XIX-XX                 | Avinyonet de Puigventós Puigventós                                                                |                                                          | IPA-43708     | Carregueu una nova foto d'aquest monument |